# Lujo Bakotić
Lujo Bakotić (ur. 21 listopada 1867 w Senju, zm. 31 marca 1941 w Belgradzie) – serbski prawnik, publicysta, leksykograf i dyplomata. Tłumacz Biblii.
Studiował prawo w Wiedniu i Grazu. Pracował jako prawnik w różnych miejscach Dalmacji, a przez pewien czas był także przedstawicielem partii serbskiej w Parlamencie Dalmatyńskim. W styczniu 1913 r. został mianowany członkiem serbskiej komisji rządowej, która miała opracować tekst konkordatu między Królestwem Serbii a Watykanem, który został podpisany w 1914 roku. Po I wojnie światowej w latach 1920–1923 był przedstawicielem Królestwa Serbów, Chorwatów i Słoweńców w Watykanie, a także wypełniał inne zadania w Ministerstwie Spraw Zagranicznych.
Opublikował wiele artykułów i debat na tematy prawno-polityczne w różnych czasopismach. W roku 1912 przetłumaczył z łaciny Kodeks Justyniana. W 1933 roku wydał Stary Testament i Nowy Testament.
Zmarł w Belgradzie 31 marca 1941, nim II wojna światowa dotarła do Królestwa Jugosławii.